# ヘルマン・ホト

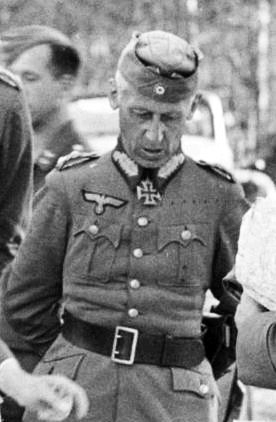
ヘルマン・ホト　1941年

ヘルマン・ホト（Hermann Hoth, ホートとも訳される。1885年4月12日 ‐ 1971年1月26日）は、ドイツの陸軍軍人。最終階級は陸軍上級大将。
第二次世界大戦でドイツ国防軍の装甲部隊司令官などを務めた。 兵士には「ホト親父」(Papa Hoth) の愛称で親しまれ、また現在でもエルヴィン・ロンメルやハインツ・グデーリアンに次ぐ偉大な戦術家として高い評価を受けている。

## 経歴
ブランデンブルク州ノイルッピン生まれ。ギムナジウム卒業後、プロイセン陸軍士官学校に入学し、歩兵第72連隊に配属される。
第一次世界大戦勃発後、大尉として参謀本部に配属。1915年から1918年まで、中隊長、大隊長、航空部隊長などを務める。1918年の終戦時は師団参謀だった。
戦後はヴァイマル共和国の国軍に採用され、1934年までさまざまな部隊の長や参謀を歴任。1934年、少将に昇進し、翌年第18歩兵師団長に補される。1936年に中将、1938年に歩兵大将に昇進。同年第15軍団司令官。
第二次世界大戦勃発後、第10軍指揮下の第15装甲軍団長としてポーランド侵攻に従軍。翌1940年の西方電撃戦にも第10軍で従軍。この戦功により上級大将に昇進。同年11月、第3装甲集団司令官に任命される。1941年、バルバロッサ作戦に同部隊を率いて参加し、ミンスクやヴィチェプスクを占領（ミンスクの戦い）。次いでスモレンスクを包囲（スモレンスクの戦い）。同年10月、第17軍司令官に補される。1941年11月、指揮下の部隊にユダヤ人絶滅や捕虜にした共産党政治将校の即時処刑を命じる指令を下達し、占領地におけるゲシュタポ・親衛隊のアインザッツグルッペンの活動に同調した。

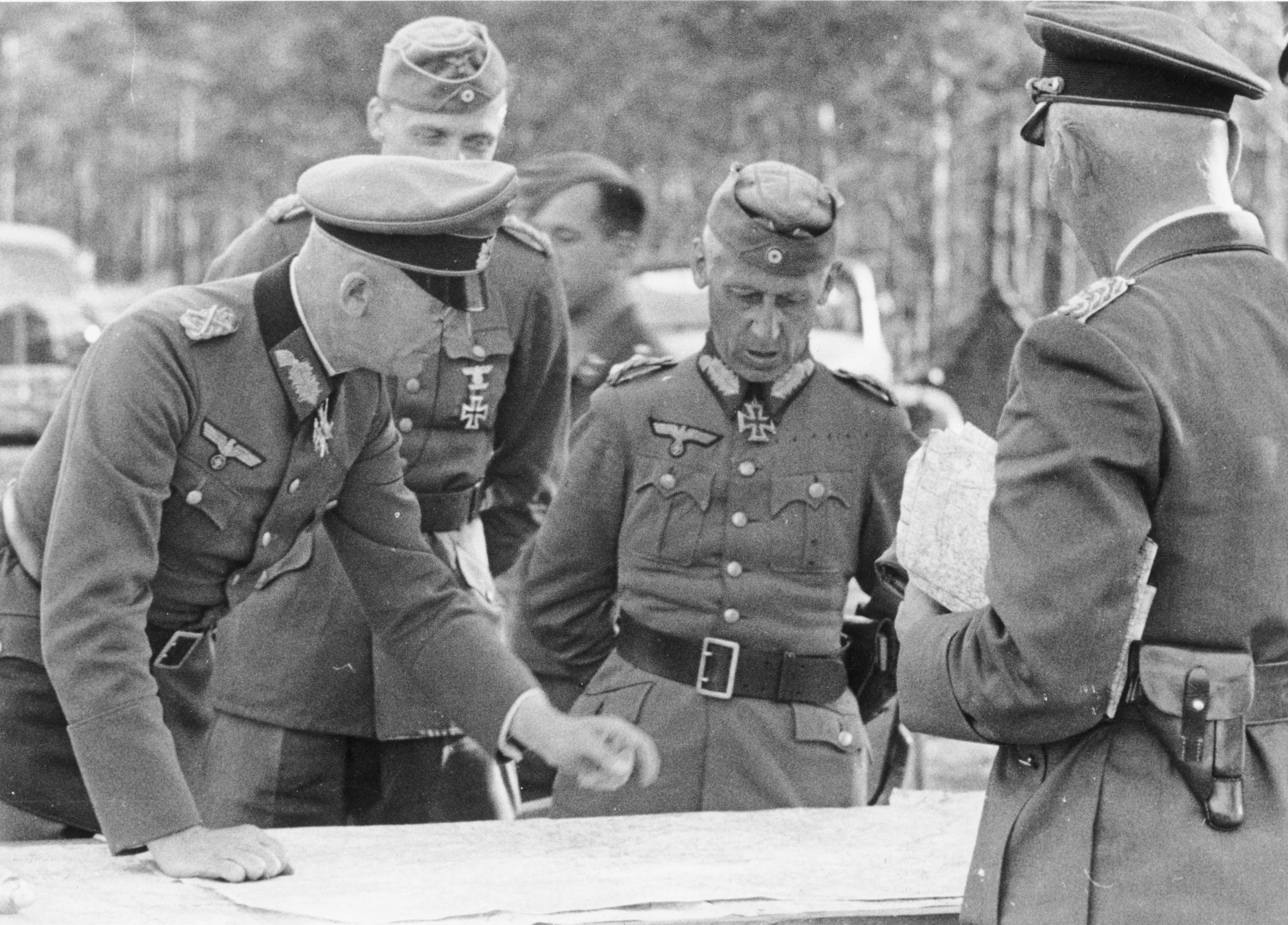
作戦を協議するホト（中央）、ボック元帥（左端）、リヒトホーフェン上級大将（右端）（ソ連、1941年7月）

1942年、第17軍はドネツ川流域への攻撃や第二次ハリコフ攻防戦に参加。同年6月、エーリヒ・ヘプナーの後任として第4装甲軍司令官に補されヴォロネジの戦いを指揮した。12月、消耗した同部隊を率いてスターリングラードに包囲されたフリードリヒ・パウルスの第6軍の救出を目的とした冬の嵐作戦に加わるが、失敗に終わった。1943年のクルスクの戦いでは、エーリッヒ・フォン・マンシュタイン率いる南方軍集団の主力としてソ連軍と史上最大の戦車戦を繰り広げる。同年9月にそれまでの功績により全軍で35番目の柏葉剣付き騎士鉄十字章を受賞するが、11月のキエフ防衛戦において兵力の著しい不足によりキエフ奪還を許した。アドルフ・ヒトラーはキエフ奪還命令に抗議するホトを敗北主義者と決め付けて更迭した。1944年4月からエルツ山地地区司令官。
終戦後、ニュルンベルク継続裁判の一部である国防軍最高司令部裁判では、平和に対する罪、侵略戦争の企図、上記1941年11月の命令下達の罪状により懲役15年の判決を受ける。

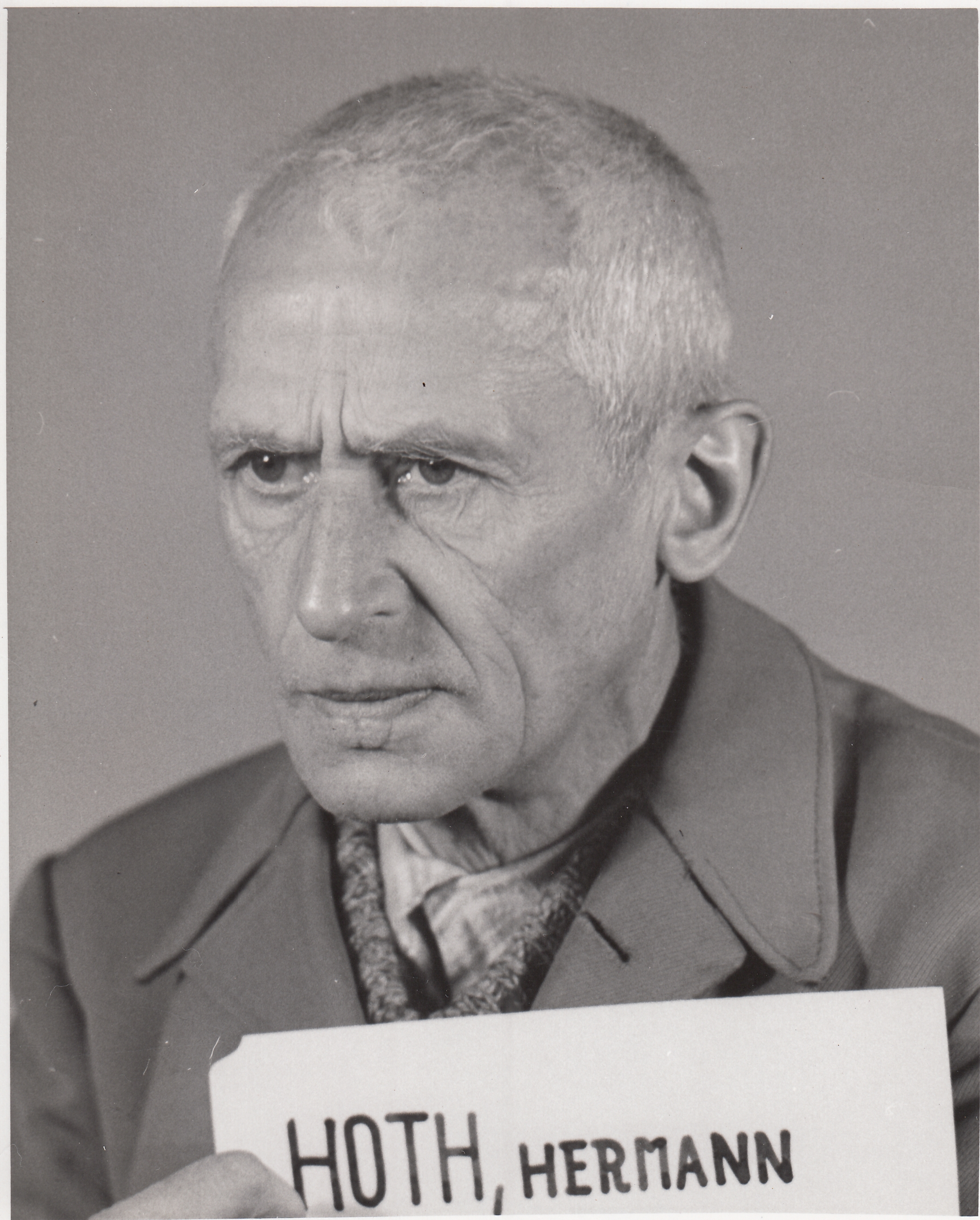
1947年

ランツベルク刑務所で服役していたが、1954年に釈放された。
1956年に、1941年の作戦を著した『戦車作戦』（パンツァー・オペラツィオーネン）を出版。
1971年、西ドイツのゴスラーで死去。